# ایسوزو ارگا

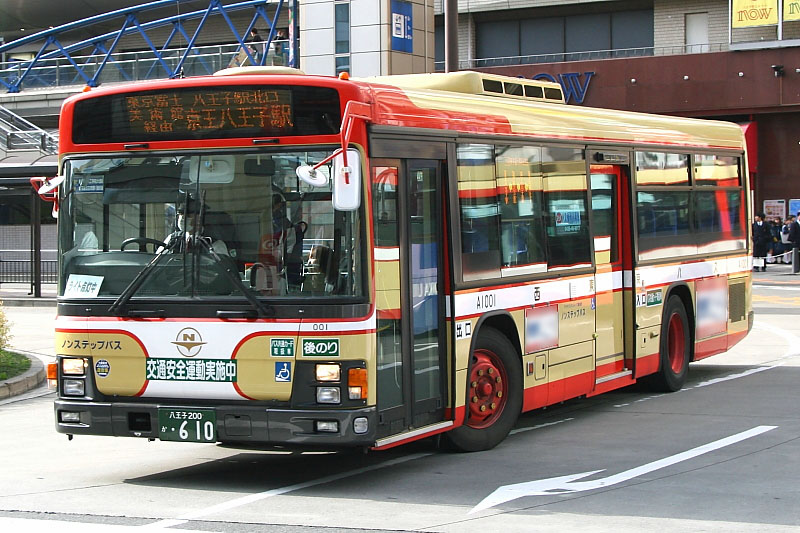

ایسوزو ارگا (Isuzu Erga) خودرویی است که در سال‌های ۲۰۰۰ تا Presentتولید شده‌است.
این خودرو در کلاس اتوبوس قرار گرفته و است. سیستم جعبه‌دندهٔ آن ۵ دنده به دو صورت خودکار و دستی است.

## نگارخانه

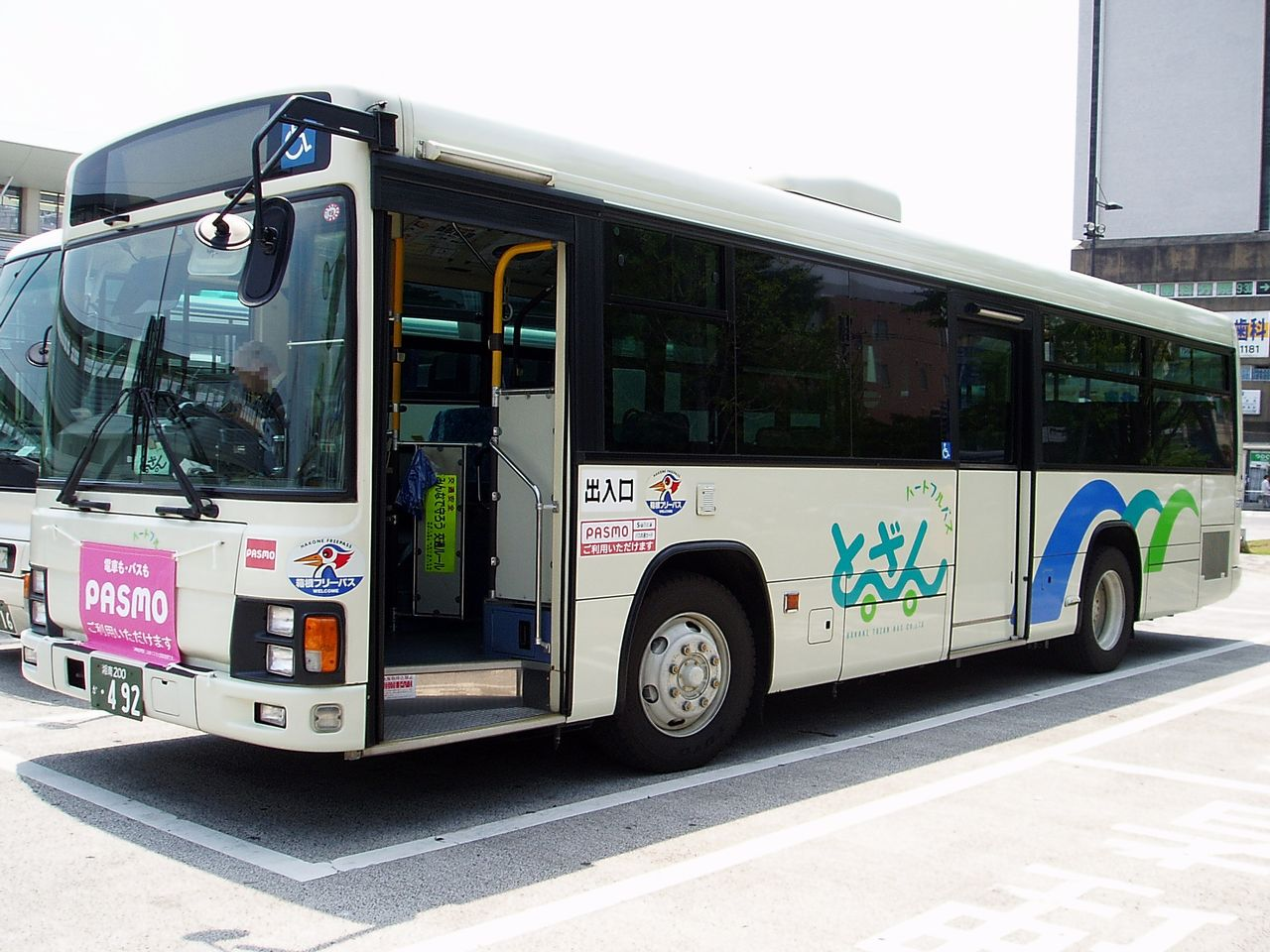
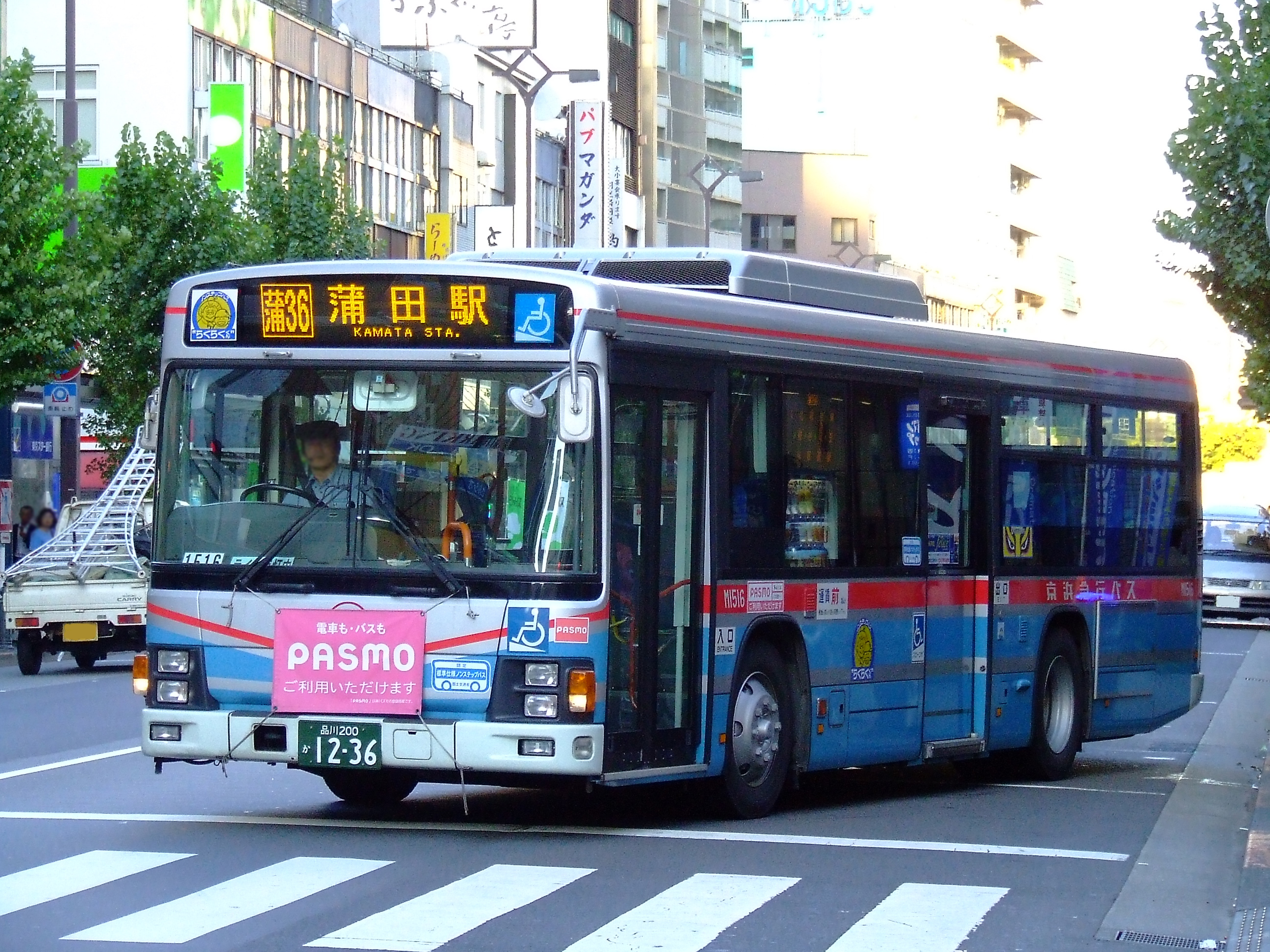
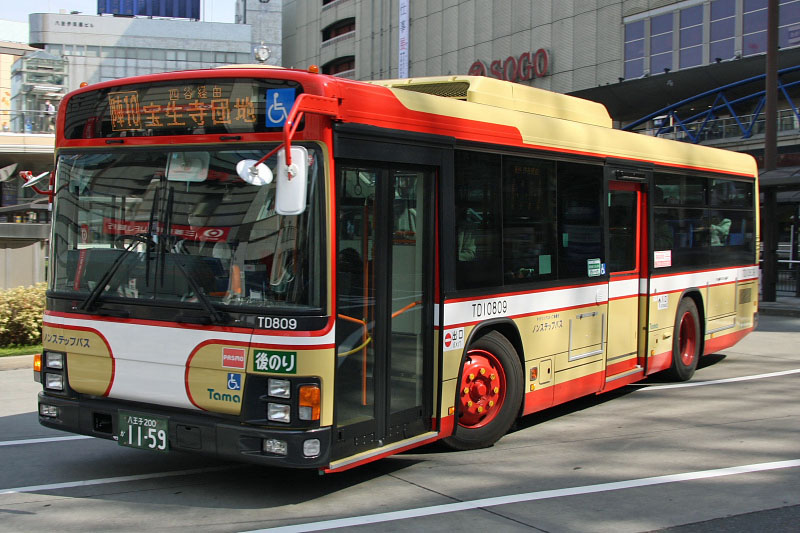
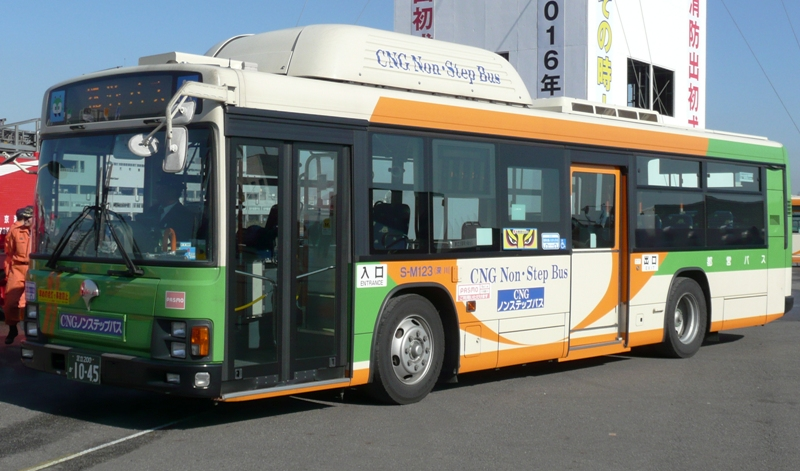
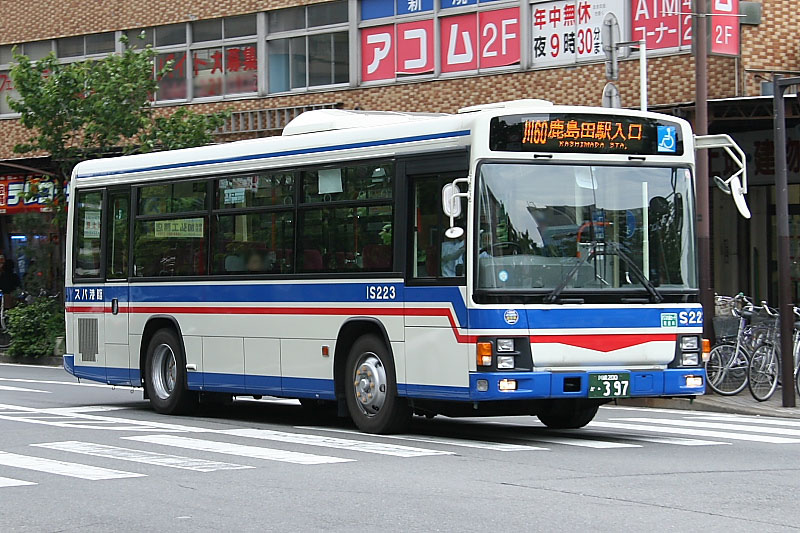
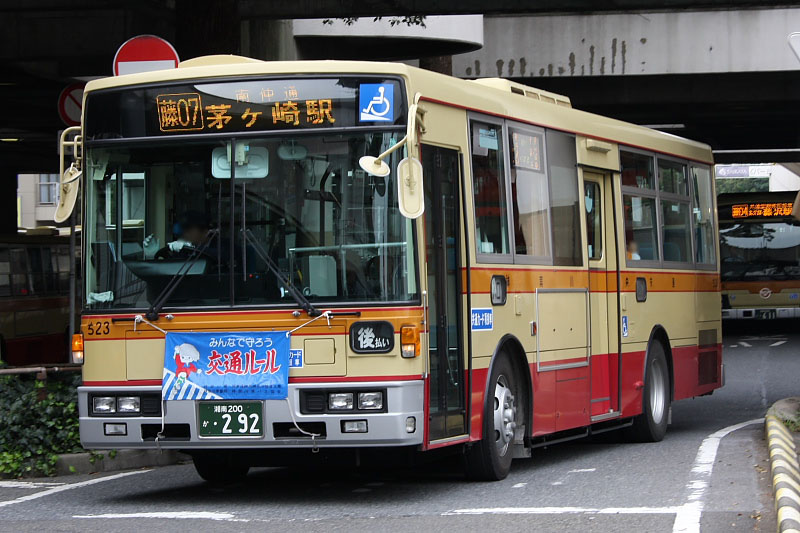
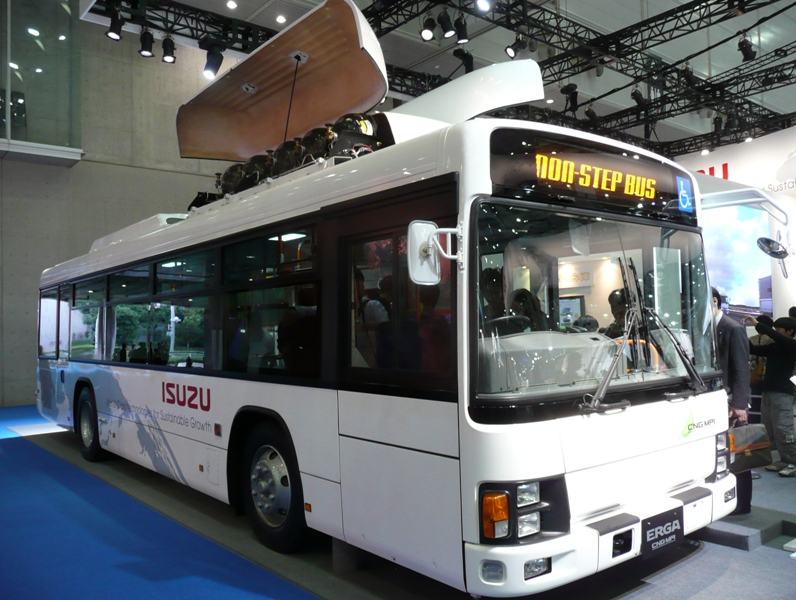
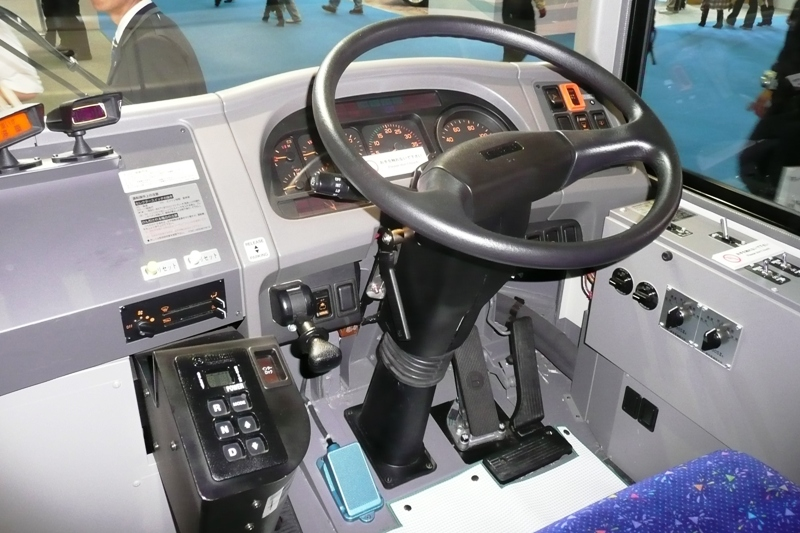